# パーミッション・マーケティング
パーミッション・マーケティング (英: permission marketing)は、マーケティングの専門家であるセス・ゴーディンによって1999年に同名の本で紹介された概念であり、事前の同意が得られたときにのみ商品やサービスを宣伝する最近のマーケティング手法である。 

## 歴史
従来のマーケティング方法は、テレビ番組に割り込むテレビ広告であろうと、ウェブサイトに干渉するインターネットポップアップであろうと、ユーザー体験を中断させる手法であった。ゴディンによれば、そのような方法（しばしば「インタラプション・マーケティング」と呼ばれる）は、消費者が情報で過負荷になっている現代の世界では効果が低くなっている。 
インタラプション・マーケティングは本質的には人々の注目を集めるための競争である。 今日のマスマーケティングの世界では、人々は限られた時間と注目のスパンを競う広告でいっぱいになっている 。 Yankelovich、Incは、平均的な消費者が年間100万件、つまり1日あたり約3000件の広告に接触していると主張している 。 ユーザー体験の中断が多いと、人々は必然的にそれらを無視し、応答しなくなる。このような従来のマーケティング方法は、同じ結果を達成するのがより困難で費用がかかるようになった 。 
1999年、ゴーディンは、キャンペーンの成功には顧客の同意を求める必要があることに気づいた。そのような観察から、ゴーディンはマーケティング戦略は以下の要素に基づくべきであるという考えに達した。
- 期待：人々は会社からのサービス/製品情報に期待している
- 個人：マーケティング情報は受信者にあったものになっている。
- 関連性：マーケティング情報は、消費者が興味を持っているものになっている

1999年5月6日に発行されたゴーディンの著書「パーミッション・マーケティング：見知らぬ人を友達に、友達を顧客に変える」で、これらの要素が組み合わされたパーミッション・マーケティングの定義が初めて公表された。 

## 利点
パーミッション・マーケティングにより、消費者はマーケティングの対象となるかどうかを選択できる。この選択により、エンゲージメントが向上する可能性がある。たとえば、消費者は、通常の「シングルオプトイン」と比較して、「ダブルオプトイン」の場合に電子メールマーケティングメッセージを開く可能性が高くなる。自発的に許可を行った人々をターゲットにすることにより、パーミッション・マーケティングは、消費者がマーケティングメッセージにより多くの注意を払う可能性を高める。したがって、パーミッション・マーケティングにより、消費者が長年にわたる協力的なマーケティングキャンペーンに参加する可能性を高める。 
- 費用対効果：パーミッション・マーケティングは、ソーシャルメディア、検索エンジン最適化、電子メールなどの低コストのオンラインツールを採用する。さらに、関心を示した消費者にのみマーケティングを行うことで、企業はマーケティングコストを削減できる。
- 高いコンバージョン率：ターゲットオーディエンスは製品に関心を示した人であるため、潜在顧客を売上につなげるのが、より簡単になる。
- パーソナライズ：パーミッション・マーケティングにより、企業はパーソナライズされたキャンペーンを実行できる。年齢、性別、地理的場所などに応じて、特定のオーディエンスをターゲットにすることができる。
- 顧客との長期的な関係：ソーシャルメディアや電子メールを使用することで、企業は顧客と相互作用し、長期的な関係を構築できる。
- マーケティングの評判：パーミッション・マーケティングは、情報を期待している人にのみ情報を送信する。したがって、情報を受け取った見込み客は不快感が少なくなる[11]。

## 開始時のパラドックス
パーミッション・マーケティングの支持者は、それがインタラプション・マーケティングよりも効果的であると主張するが 、これは逆説的である。パーミッション・マーケティングは必然的に、インタラプション・マーケティングから始める必要がある。パーミッションを取った関係を築くため、将来の消費者の注意を引く最初のステップにはインタラプション・マーケティングが必要となる。 

## レベル
パーミッション・マーケティングには5つのレベルのパーミッションがある。これらの「レベル」は、消費者が特定の企業に付与した許可の程度である。パーミッションフレームワークの連続する各レベルで、企業はマーケティングコストを削減しながら、より効率の高い状態を実現できる。企業は通常、「点滴許可」レベルの達成を目指す。ただし、事業の性質によっては複数のレベルが同時に適用される可能性があり、5つのレベルのパーミッションは下のレベルから順番に取得していくプロセスではない。 
- 状況的許可：見込み客は、個人情報を提供により、企業が連絡を取ることを許可する。
- ブランド信用：見込み客は、企業がニーズを提供し続けることを許可する。
- 個人的関係：見込み客の許可は、プロバイダー組織内の誰かとの個人的な関係のために付与される。
- ポイントの許可：顧客は商品やサービスの受け取りに同意し、企業が個人データを収集することを許可する。これは通常、交換可能なポイントや賞品を獲得する機会などのインセンティブが提供されるため。
- 点滴許可：サプライヤーは、特定の商品やサービスの供給機能を引き受けている。顧客は完全に企業に依存している。これは最高レベルの許可である。点滴許可を引き受けたマーケターは、顧客に代わって購入決定を下す [15]。

## 例
Facebookはその代表的な例である。投稿、共有、増幅のいずれであっても、マーケティング担当者は潜在的な見込み客に友達リクエスト（または許可）を送信する必要がある。 
電子メールのオプトインは、インターネットユーザーが特定の製品またはサービスに関する情報の受信を要求するパーミッション・マーケティングの例である。 パーミッション・マーケティングの支持者は、潜在的なクライアントが事前に要求された情報にもっと興味があるので、それが効果的であると主張する。また、企業は自社製品に関心を示した消費者をターゲットにするだけでよいため、従来のマーケティング手法と比較してコスト効率が高くなる。 
RSSフィードまたは本当に単純なシンジケーションは、パーミッション・マーケティングを採用するための最良の方法の1つである。これは、通知を通じて最新のプロモーションやコンテンツをサブスクライバーに通知する方法である。 
ハフポストは、政治、ビジネス、エンターテインメント、環境、テクノロジーなどの分野を含むオリジナルのコンテンツを提供するアメリカのオンラインニュース・アグリゲーター、ブログである。 ハフポストには、明確なパーミッション・マーケティングベースのアプローチがある。読者は、ソーシャルメディア（Facebook、Twitterなど）を使用してサイトに登録する必要がある。登録は、読者がニュースレターなどのマーケティング情報を送信することをハフポストに許可したことを意味する。 
YouTubeは、ユーザーが動画をアップロード、表示、共有できるようにする動画共有Webサイトである。多くの企業は、自社の製品やサービスを宣伝するためのソーシャルメディアマーケティング戦略の一部としてYouTubeを利用している。企業は特に「チャンネル登録」(サブスクリプション) 機能を利用して、顧客との許可ベースの関係を確立する。サブスクリプションに登録していることは、視聴者が更新された情報など、キャンペーン、と市場へのビジネスのためにそれらを許可を与えていることを暗示している。
Sundance Vacationsは、顧客が休暇をまとめて購入できる旅行会社である。同社は、スポーツイベントやショーなどに参加し、毎年の懸賞に勝つために人々を登録させるという形式で、パーミッション・マーケティングを採用している。記入されたエントリーフォームには、会社がエントリーした人によって提供された方法でフォームに記入した人に連絡することが許可されているという合意が含まれている。潜在的なクライアントの署名は、クライアントに連絡するための同意の形式と見なされる。これにより、会社は、参加者に電子メールおよび電話で市場のクライアントに連絡することができる。 